# Hans Canon

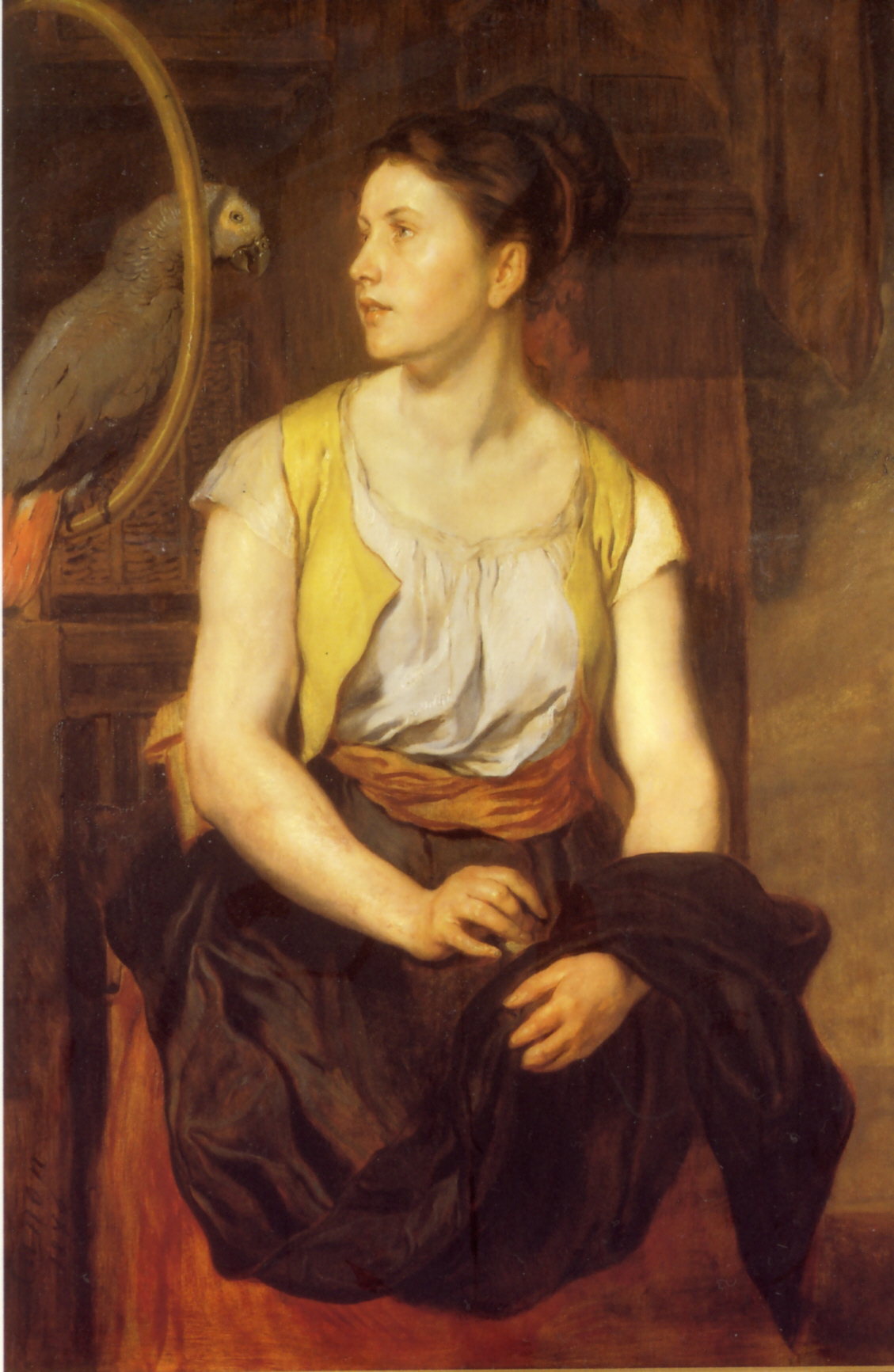
Hans Canon, Ragazza con pappagallo, 1876 (Vienna, Österreichische Galerie)

Hans Canon conosciuto anche come Johann Canon o Johann von Straschiripka, (Vienna, 15 marzo 1829 – Vienna, 12 settembre 1885) è stato un pittore austriaco.

## Biografia
Hans Canon frequentò l'Accademia di belle arti di Vienna a partire dal 1845 ed ebbe come insegnanti Ferdinand Georg Waldmüller e Carl Rahl.
Divenne ufficiale dei corazzieri presso l'esercito austriaco e, dopo aver ricevuto apprezzamenti per lavori che testimoniano l'influenza di Carl Rahl, ebbe occasione di compiere viaggi studio in Inghilterra, in Francia, in Italia e in Oriente.
Dal 1860 risiedette a Karlsruhe, in Germania, e dal 1869 a Stoccarda, fino a quando, nel 1874, fece ritorno a Vienna.
La sua produzione annovera opere riconducibili alla pittura di genere, alla pittura di carattere storico e alla ritrattistica, con evidenti influenze di Rubens e di Tiziano.